# 21. etape af Tour de France 2013
Enogtyvende etape af Tour de France 2013 er en 118 km lang flad etape. Den bliver kørt søndag den 21. juli fra Versailles til Champs-Élysées i Paris. Dette er samtidig sidste etape i årets udgave af Tour de France. 
Versailles har været start- eller målby for en etape i Tour de France seksten gange før, imens det bliver 39 gang der skal køres opløb på Champs-Élysées.